# Austrália nos Jogos Olímpicos de Verão de 1960
Austrália participou dos Jogos Olímpicos de Verão de 1960 em Roma, Itália.